# Artur Dorsé
Artur Dorsé   (Granollers, 20 de març de 1920 - 7 de maig de 2010) fou un ciclista català professional entre 1943 i 1949
Destaca del seu palmarès, una victòria d'etapa a la Volta a Catalunya del 1944 i un 3r lloc final al Trofeu Jaumendreu.
Després de retirar-se va obrir un taller de bicicletes a Granollers. La marxa ciclista internacional Ruta del Montseny va rebre el nom "Trofeu Artur Dorsé" en honor seu.

## Palmarès
- 1944
  - Vencedor d'una etapa de la Volta a Catalunya
- 1945
  - 1r al Campionat de Catalunya d'independents[3]